# Columna de la Victòria de la Guerra de la Independència

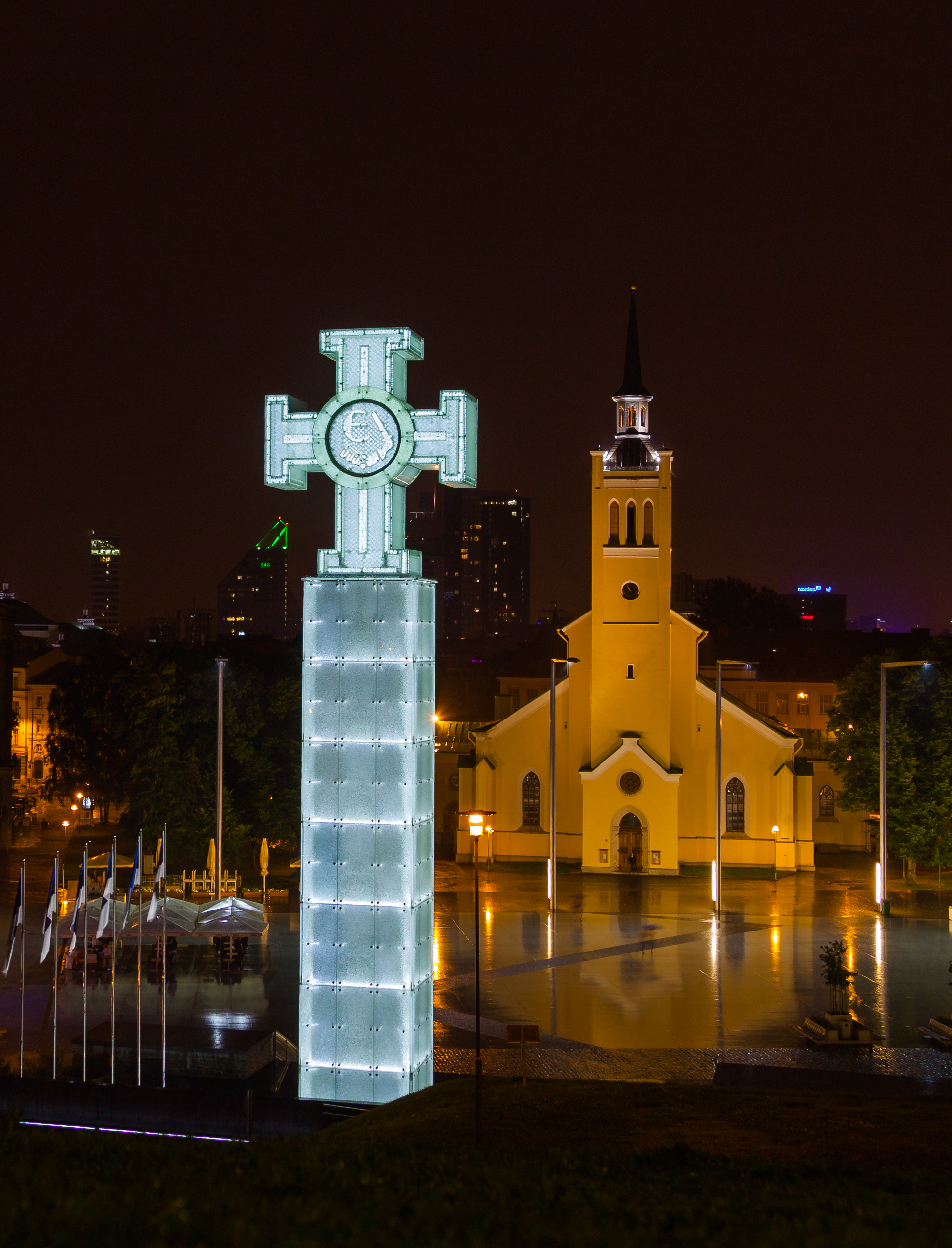

La Columna de la Victòria de la Guerra de la Independència (Vabadussõja võidusammas en estonià) és un monument emblemàtic situat a la Plaça de la Llibertat (Vabaduse väljak) de Tallinn, Estònia. Inaugurat el 23 de juny de 2009, commemora els soldats i civils que van perdre la vida durant la Guerra d'Independència d'Estònia (1918–1920), un conflicte fonamental en la consolidació de l'estat estonià modern.

## Història
La idea de construir un monument dedicat als caiguts en la Guerra d'Independència va sorgir ja el 1919, abans de la fi del conflicte. Durant la guerra, aproximadament 4.000 persones van morir i unes 14.000 van resultar ferides del costat estonià. El 1936, es va aprovar una llei per establir un monument nacional en commemoració de la guerra. No obstant això, els preparatius es van interrompre a causa de la Segona Guerra Mundial i la posterior ocupació soviètica.
Després de la recuperació de la independència d'Estònia el 1991, es va reprendre la qüestió d'establir un monument nacional per commemorar la Guerra d'Independència. A la primavera de 2005, el Riigikogu (parlament estonià) va decidir que s'erigiria una columna de la victòria a la Plaça de la Llibertat de Tallinn. El 2006, un concurs de disseny per al monument va rebre més de 40 propostes. La proposta guanyadora, titulada Libertas, va ser dissenyada per Rainer Sternfeld, Andri Laidre, Kadri Kiho i Anto Savi.

## Característiques arquitectòniques

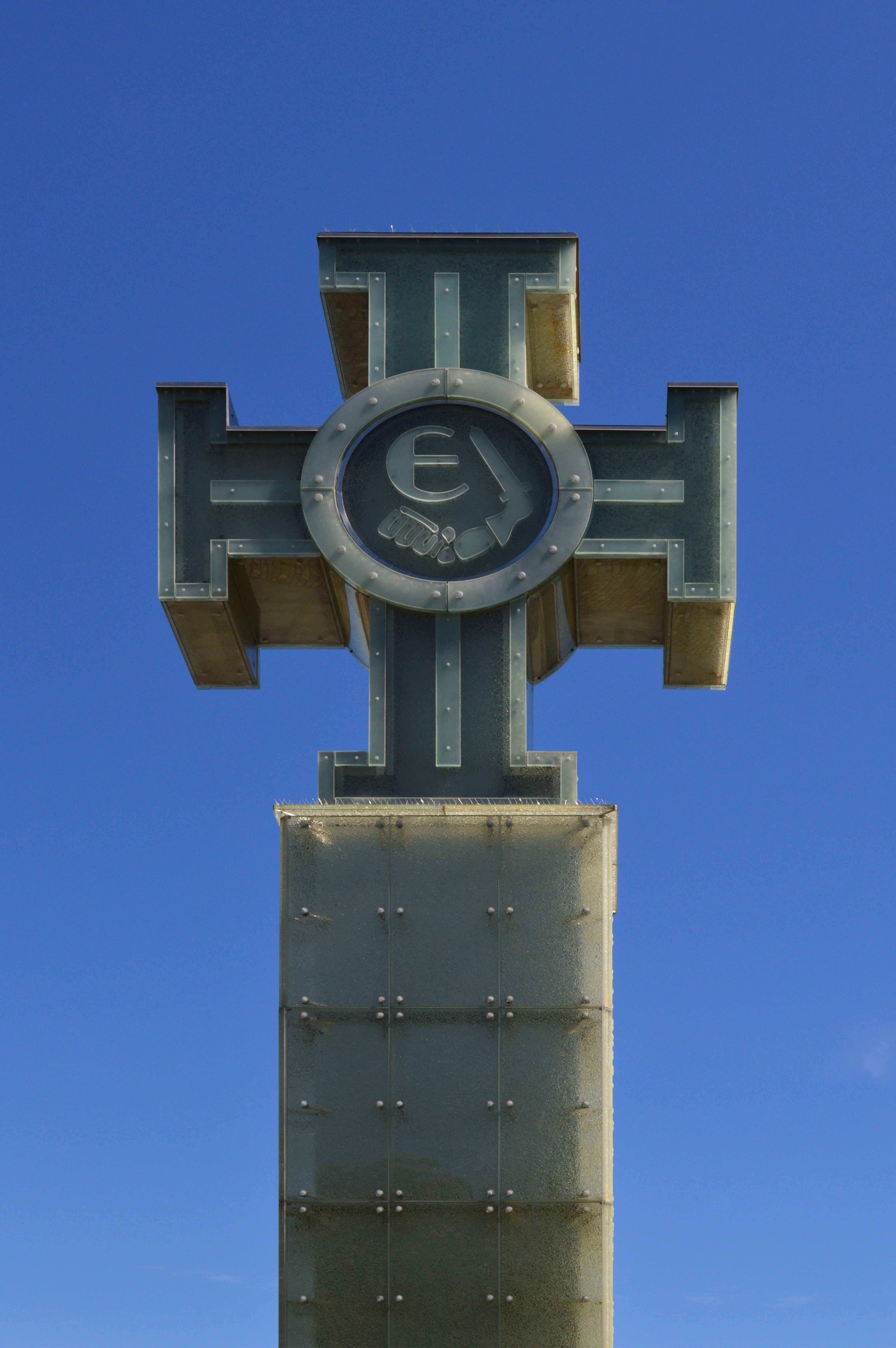

La columna té una alçada de 23,5 metres i està composta per 143 plaques de vidre. El monument incorpora la Creu de la Llibertat, la més alta condecoració d'Estònia, establerta el 1919. La seva estructura transparent simbolitza la llibertat i la transparència, valors fonamentals per a la nació estoniana.
La ubicació a la Plaça de la Llibertat no és casual; aquest espai ha estat històricament un lloc de reunió i celebració per als ciutadans de Tallinn. Amb la incorporació de la columna, la plaça ha esdevingut un punt central per a les commemoracions nacionals i actes oficials.

## Significat simbòlic
La Columna de la Victòria no només commemora els caiguts en la Guerra d'Independència, sinó que també simbolitza la resiliència i determinació del poble estonià per mantenir la seva sobirania i identitat nacional. La incorporació de la Creu de la Llibertat reforça aquest missatge, recordant als ciutadans els sacrificis fets per aconseguir la llibertat.
El monument serveix com a recordatori constant de la importància de la independència i la necessitat de protegir-la. També actua com a punt de reflexió sobre la història recent d'Estònia i els reptes superats per arribar a l'estat actual.

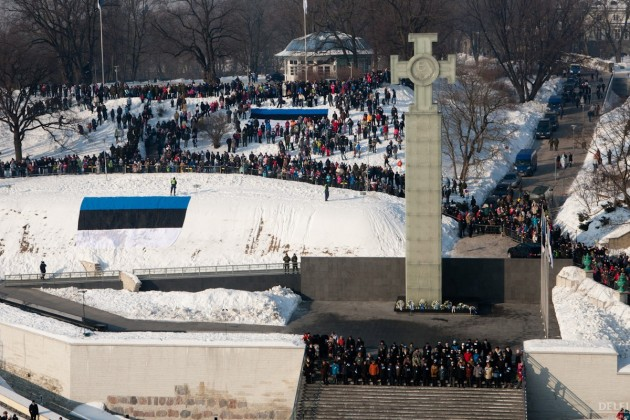

## Controvèrsies i recepció pública
Des de la seva inauguració, la Columna de la Victòria ha generat diverses opinions entre la població. Mentre que molts la veuen com un símbol necessari de reconeixement als herois nacionals, altres han criticat el seu cost i disseny. Alguns consideren que l'estètica moderna del monument no s'integra harmoniosament amb l'entorn històric de la plaça.
Malgrat aquestes crítiques, la columna ha esdevingut un element central en les celebracions nacionals, com el Dia de la Independència i altres commemoracions relacionades amb la història d'Estònia. La seva presència a la Plaça de la Llibertat ha reforçat el caràcter simbòlic d'aquest espai com a cor de la vida cívica de Tallinn.

## Manteniment i conservació

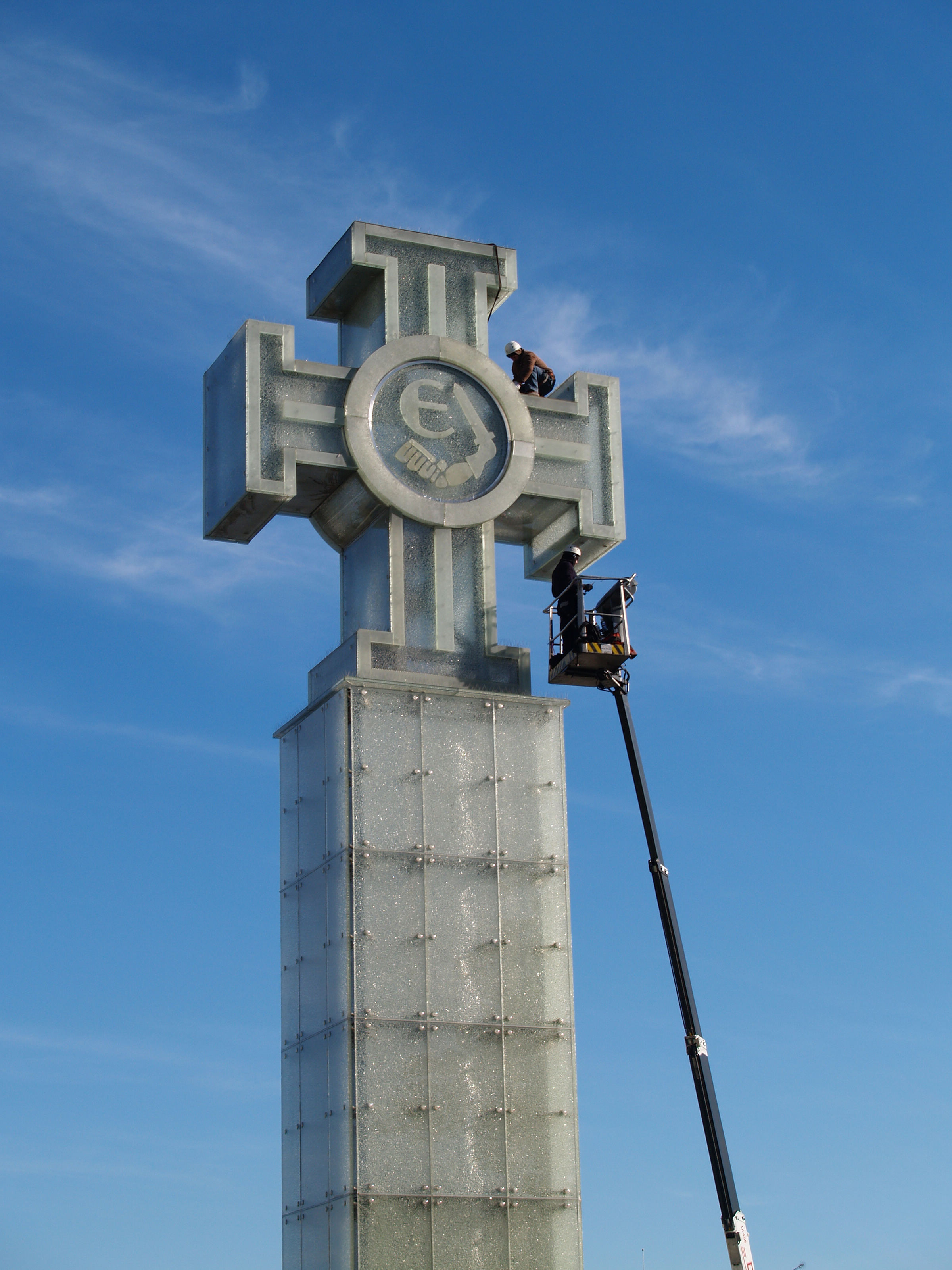

Des de la seva inauguració el 2009, la Columna de la Victòria de la Guerra de la Independència d’Estònia ha requerit una atenció constant pel que fa al seu manteniment, a causa de la seva estructura singular de vidre i dels sistemes tecnològics que l’envolten. Amb una alçada de 23,5 metres i composta per 143 plaques de vidre laminat, la columna és un dels monuments més delicats i tècnicament exigents del paisatge urbà de Tallinn. Tant les autoritats municipals de la capital com el govern estonià treballen conjuntament en les tasques de conservació, en coordinació amb institucions com el Museu de la Guerra d’Estònia, responsable de la supervisió tècnica i patrimonial.
Una part essencial del manteniment inclou la neteja regular de les superfícies de vidre per garantir-ne la transparència i la lluentor, així com la supervisió de possibles esquerdes, esquerdes internes o deformacions a causa de les condicions climàtiques extremes que caracteritzen els hiverns bàltics. La columna també incorpora un sistema d’il·luminació avançat que destaca la creu de la llibertat —situada a la part superior del monument— i ofereix un efecte visual impressionant durant les hores nocturnes. Aquest sistema ha estat objecte de múltiples renovacions i actualitzacions.

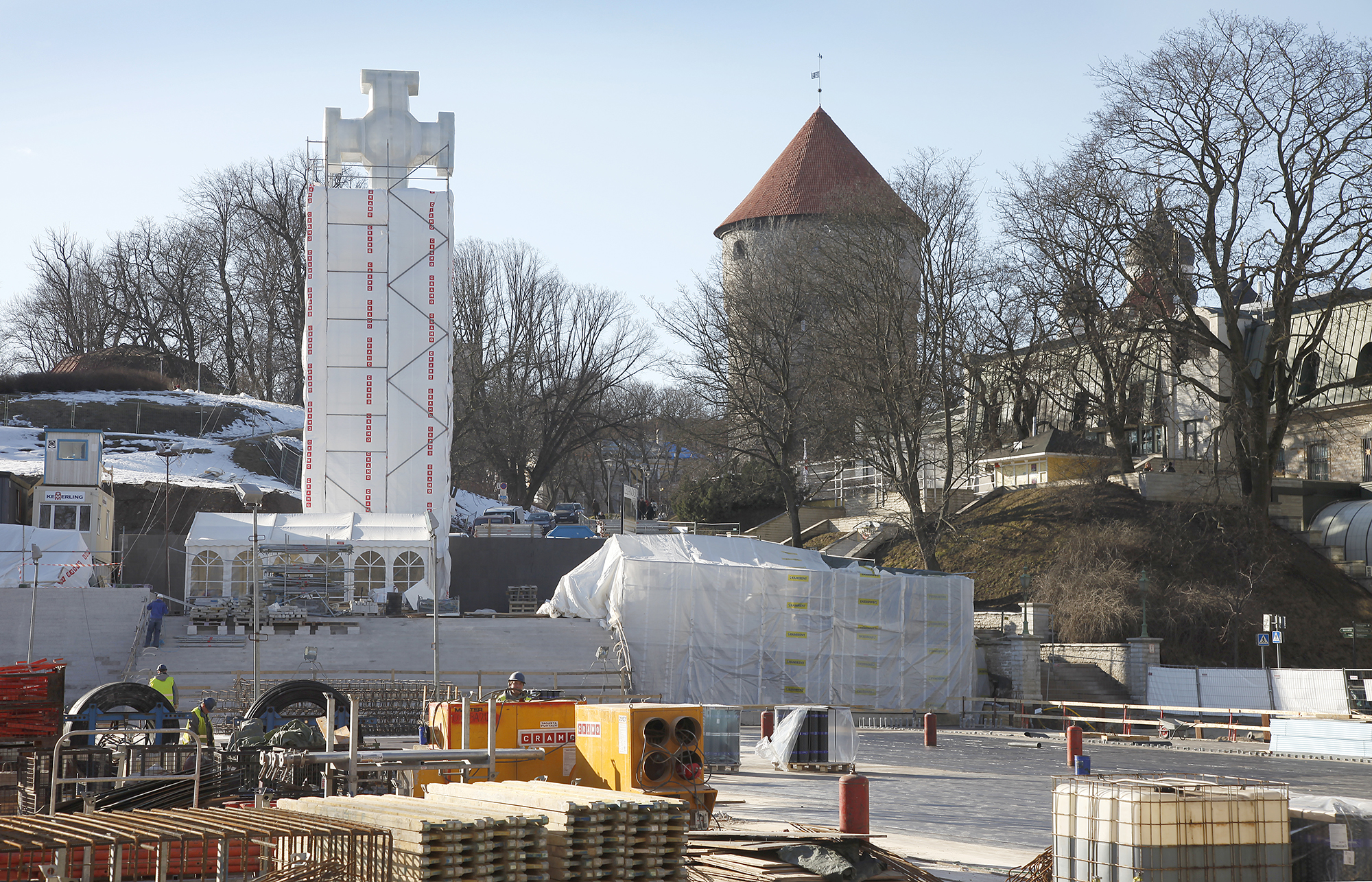

D'entre les intervencions més rellevants, cal destacar la substitució de les rajoles de granit situades al peu del monument, així com la renovació de la il·luminació del mur posterior, realitzada l’any 2016. El 2018, es dugueren a terme obres de manteniment a l'escala principal, així com la restauració de diversos detalls de vidre, a fi de preservar-ne l’aparença i la funcionalitat. Posteriorment, el 2019, es va procedir al reemplaçament dels elements de vidre de la secció de la creu, una de les parts més emblemàtiques i delicades del conjunt escultòric. L’any següent, el 2020, es van renovar les rajoles de l’espai frontal del monument i es van restaurar diversos trams del mur de pedra calcària que l’envolta.
A més, el monument està equipat amb sistemes de seguretat per prevenir actes vandàlics i garantir una experiència segura als visitants. Aquestes mesures inclouen càmeres de vigilància, il·luminació nocturna estratègica i vigilància periòdica durant els esdeveniments commemoratius. Aquest conjunt d’intervencions i sistemes garanteix que la columna segueixi sent un espai de respecte, memòria i dignitat, no només per a les generacions actuals sinó també per a les futures.

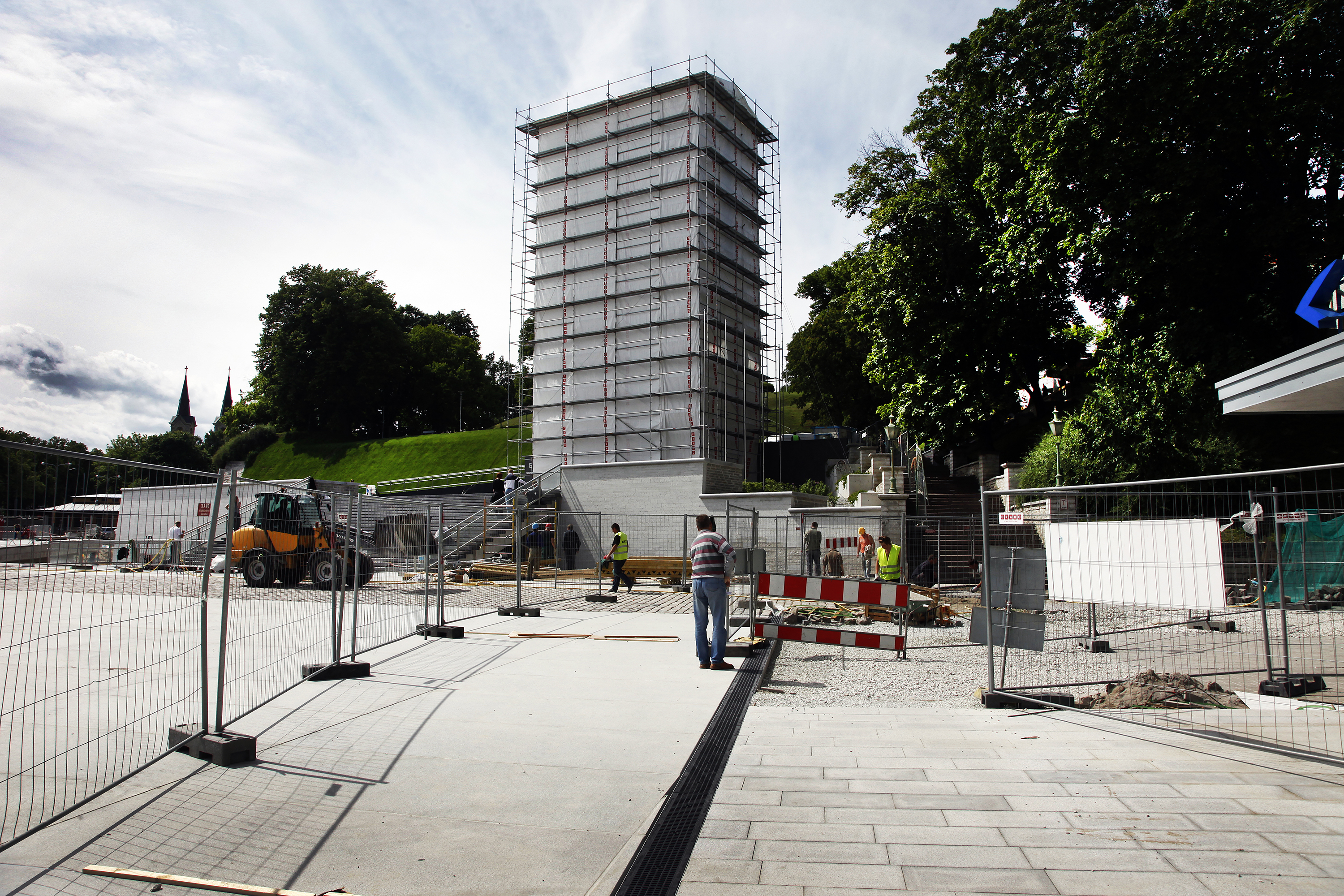

L’any 2022, es va planificar un projecte de modernització integral del sistema d’il·luminació i de l’automatització tecnològica del monument, amb un pressupost estimat de 600.000 euros. Encara que inicialment es preveia executar-lo durant aquell mateix any, el projecte es va ajornar per qüestions logístiques i pressupostàries, i es va traslladar a l’any següent amb l’objectiu de completar-lo el 2023. Aquestes reformes busquen augmentar l’eficiència energètica del sistema i garantir-ne la sostenibilitat a llarg termini.
Gràcies a aquest manteniment acurat i a la coordinació institucional, la Columna de la Victòria continua sent un símbol viu i resplendent de la independència d’Estònia i una peça central del patrimoni monumental del país.

## Importància en la cultura estoniana
La Columna de la Victòria ha esdevingut un símbol de la identitat nacional estoniana. És freqüentment representada en materials educatius, turístics i promocionals del país. A més, ha inspirat diverses obres artístiques, incloent-hi fotografies, pintures i literatura, que exploren el seu significat i impacte en la societat.
El monument també ha estat escenari de diversos esdeveniments culturals i concerts, aprofitant la seva ubicació cèntrica i el seu simbolisme per reunir la comunitat en celebracions de caràcter nacional i cultural.

## Cerimònies commemoratives i significat cívic

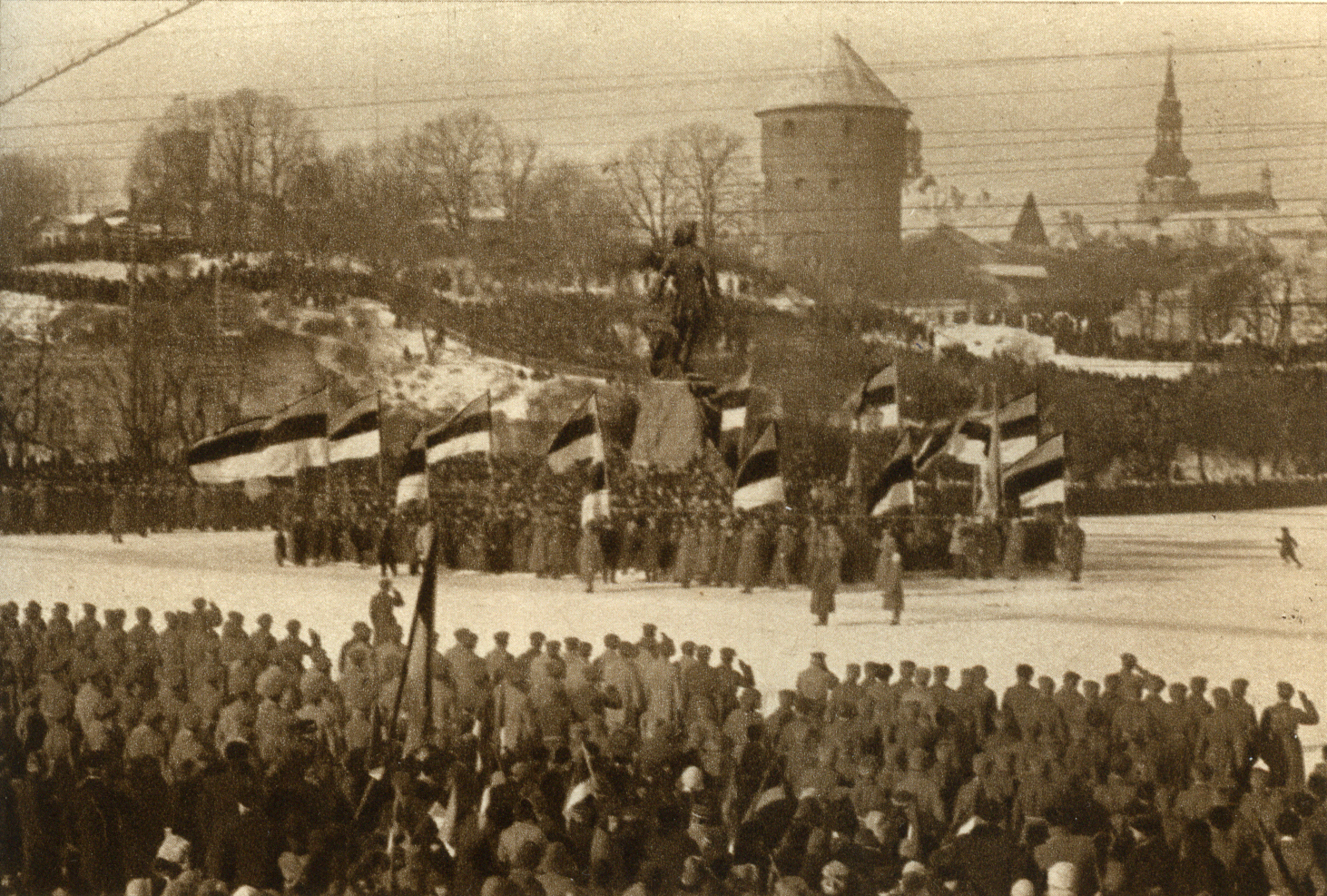

La Columna de la Victòria s'ha convertit en un lloc central per a les cerimònies commemoratives nacionals a Estònia. Cada any, el 3 de gener, es commemora l'entrada en vigor de l'alto el foc entre la República d'Estònia i la Rússia Soviètica, signat el 31 de desembre de 1919. Aquesta data marca el final de les hostilitats de la Guerra d'Independència, i es recorda amb un minut de silenci a les 10:30 del matí, moment exacte en què es va fer efectiu l'alto el foc.
Durant aquestes cerimònies, alts funcionaris de l'estat, incloent-hi el president, el primer ministre i el ministre de Defensa, dipositen corones de flors al peu del monument en honor als caiguts. Aquestes commemoracions no només serveixen per recordar els sacrificis del passat, sinó que també reforcen el sentiment d'unitat nacional i la importància de la sobirania estoniana.
A més, la Columna de la Victòria és un punt focal durant altres festivitats nacionals, com el Dia de la Independència el 24 de febrer i el Dia de la Victòria el 23 de juny. En aquestes ocasions, la plaça s'omple de ciutadans que participen en actes oficials, concerts i altres esdeveniments culturals, reforçant el paper del monument com a símbol viu de la identitat estoniana.

## Impacte en el paisatge urbà

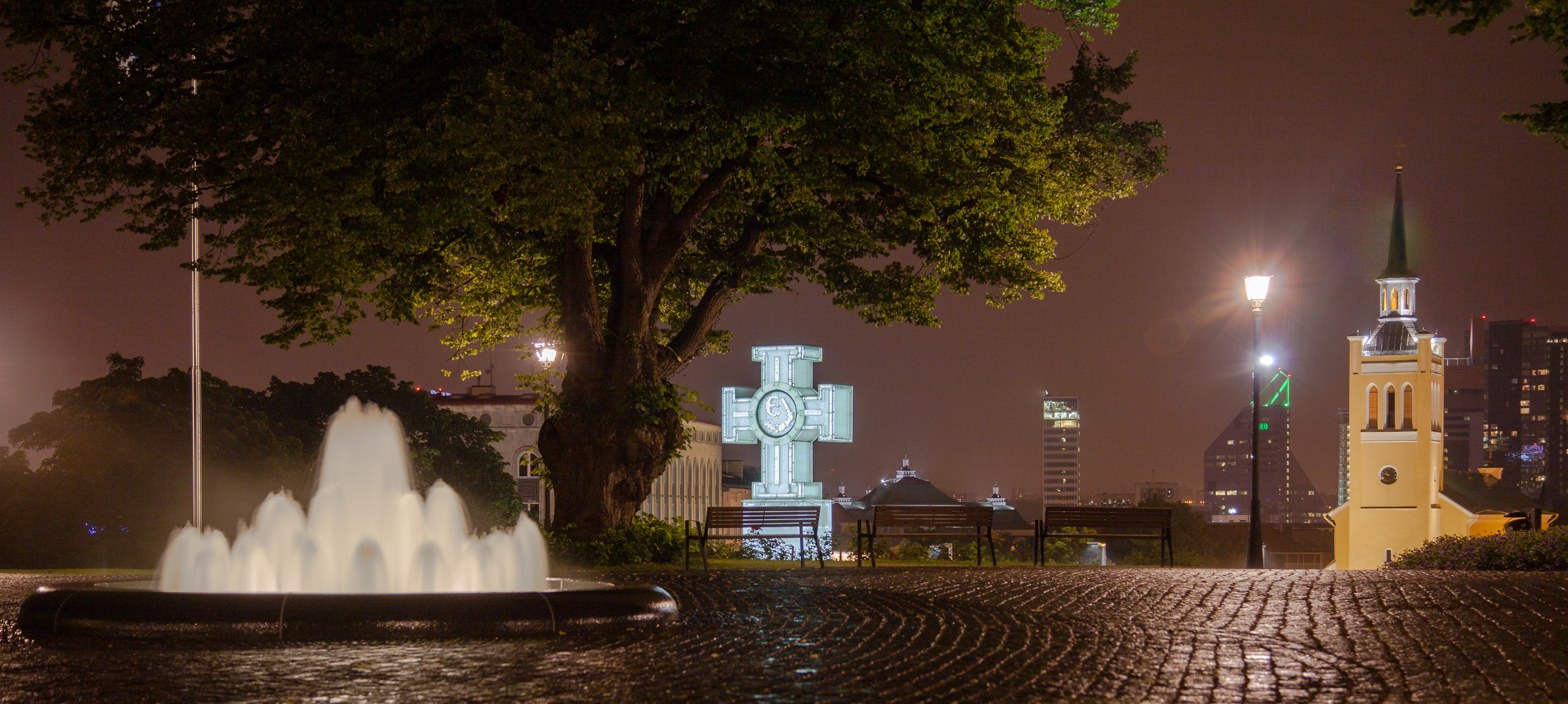

La ubicació de la Columna de la Victòria a la Plaça de la Llibertat ha tingut un impacte significatiu en el paisatge urbà de Tallinn. Aquesta plaça, que ha tingut diversos noms al llarg de la història, com Heinaturg (Mercat de Fenc) i Peetri Plats (Plaça de Pere), ha estat transformada en un espai representatiu i modern per a vianants.
El monument, amb la seva estructura de vidre i la Creu de la Llibertat al capdamunt, s'ha convertit en una atracció turística destacada. Visitants nacionals i internacionals acudeixen a la plaça per contemplar la columna, especialment durant les hores nocturnes quan la il·luminació ressalta la seva presència imponent.
A més, la plaça acull regularment esdeveniments culturals, exposicions i festivals, aprofitant l'espai obert i la proximitat del monument per crear un ambient vibrant que atrau tant residents com turistes. Aquesta combinació d'història, arquitectura moderna i vida urbana ha consolidat la Plaça de la Llibertat com un dels punts neuràlgics de Tallinn.

## Finançament i controvèrsies
La construcció de la Columna de la Victòria va ser un projecte ambiciós que va implicar un cost total superior als vuit milions d'euros. D'aquesta quantitat, aproximadament 200.000 euros van ser aportats per milers de ciutadans a través de donacions, reflectint el suport popular al projecte.
No obstant això, el projecte va estar envoltat de controvèrsies. El Tribunal de Comptes d'Estònia va avaluar les activitats del Ministeri de Defensa en la construcció del monument, analitzant la gestió del projecte, la selecció de contractistes i l'ús dels fons públics. L'informe va identificar problemes en la planificació i execució del projecte, així com preocupacions sobre l'estabilitat a llarg termini del monument.
A més, alguns sectors de la societat van criticar el disseny modern del monument, considerant que no s'integrava adequadament amb l'entorn històric de la plaça. Malgrat aquestes crítiques, la columna s'ha consolidat com un símbol important de la independència i la resiliència d'Estònia.

## Reacció pública i percepció social del monument

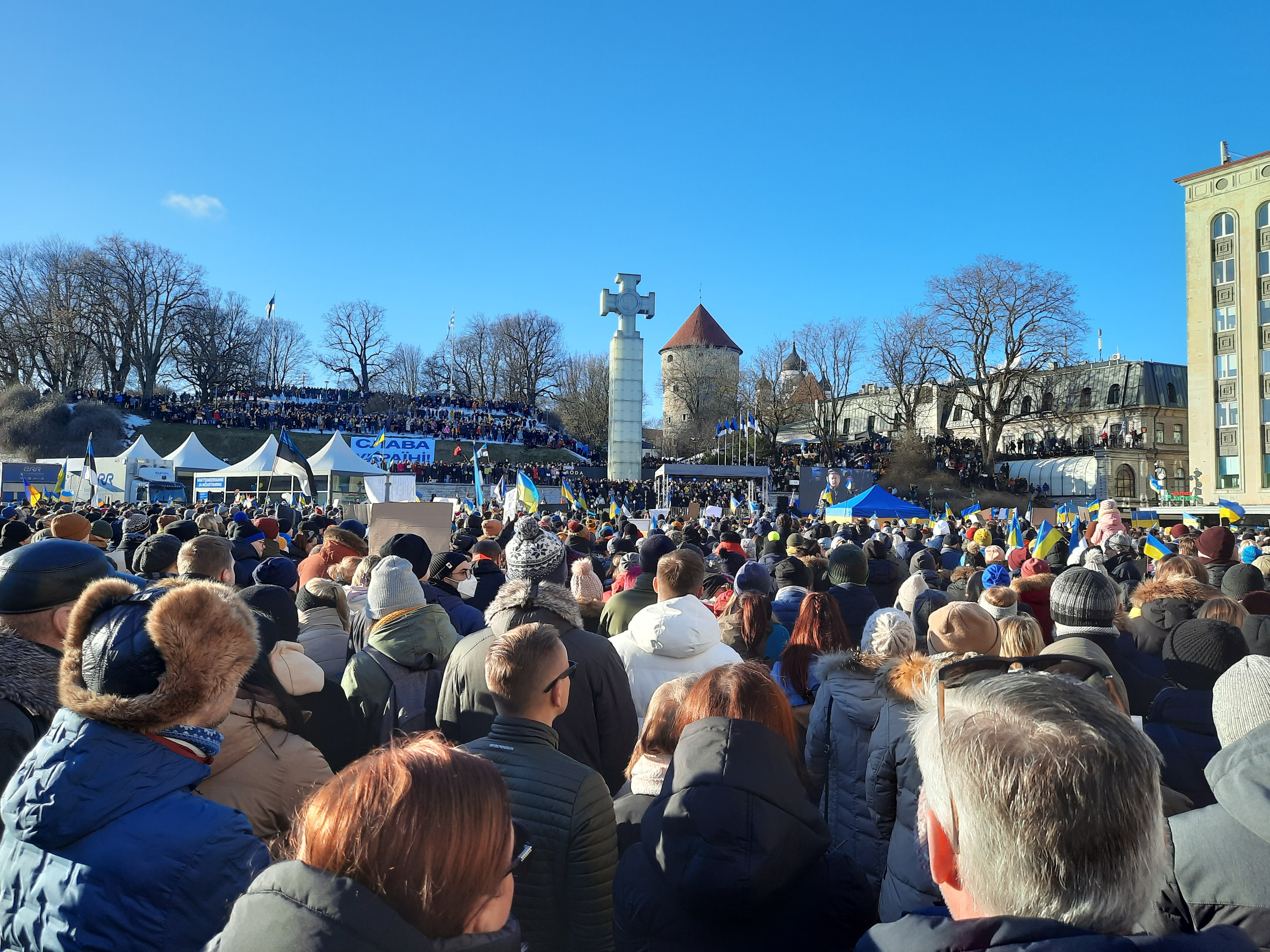

La construcció i posterior inauguració de la Columna de la Victòria el 2009 no només va ser un esdeveniment d’estat, sinó també un motiu de debat intens entre els diversos sectors de la societat estoniana. Aquest monument, concebut com una mostra de reconeixement als qui van lluitar per la independència d’Estònia entre 1918 i 1920, va generar una àmplia gamma de reaccions, des de l’entusiasme fins a la crítica, tot mostrant com els monuments públics poden esdevenir catalitzadors del debat històric i identitari.
Una part important de la població va acollir la proposta amb emoció i orgull patriòtic. Per a molts ciutadans, especialment aquells amb vincles familiars directes amb combatents de la Guerra d’Independència, la columna era una reivindicació necessària d’un període històric fonamental per al naixement de la república. Aquesta visió es veia reflectida en les nombroses donacions ciutadanes que van contribuir a finançar una part del projecte, i en la massiva assistència a la cerimònia d’inauguració, on milers de persones es van congregar a la Plaça de la Llibertat de Tallinn per presenciar l’encesa oficial de la il·luminació del monument.
Tanmateix, no tothom va compartir aquesta visió positiva. Un sector de la societat, inclosos alguns historiadors, arquitectes i figures públiques, van expressar preocupacions sobre el disseny del monument i la forma com aquest reinterpretava el passat. En primer lloc, el disseny contemporani —una columna de 23,5 metres de vidre amb la Creu de la Llibertat il·luminada al capdamunt— va ser percebut per alguns com una ruptura massa radical amb l’estètica clàssica dels monuments commemoratius. Es va considerar que no s’havia respectat prou el context històric i arquitectònic de la plaça, i que el monument semblava més una obra d’art abstracte que una estructura commemorativa.

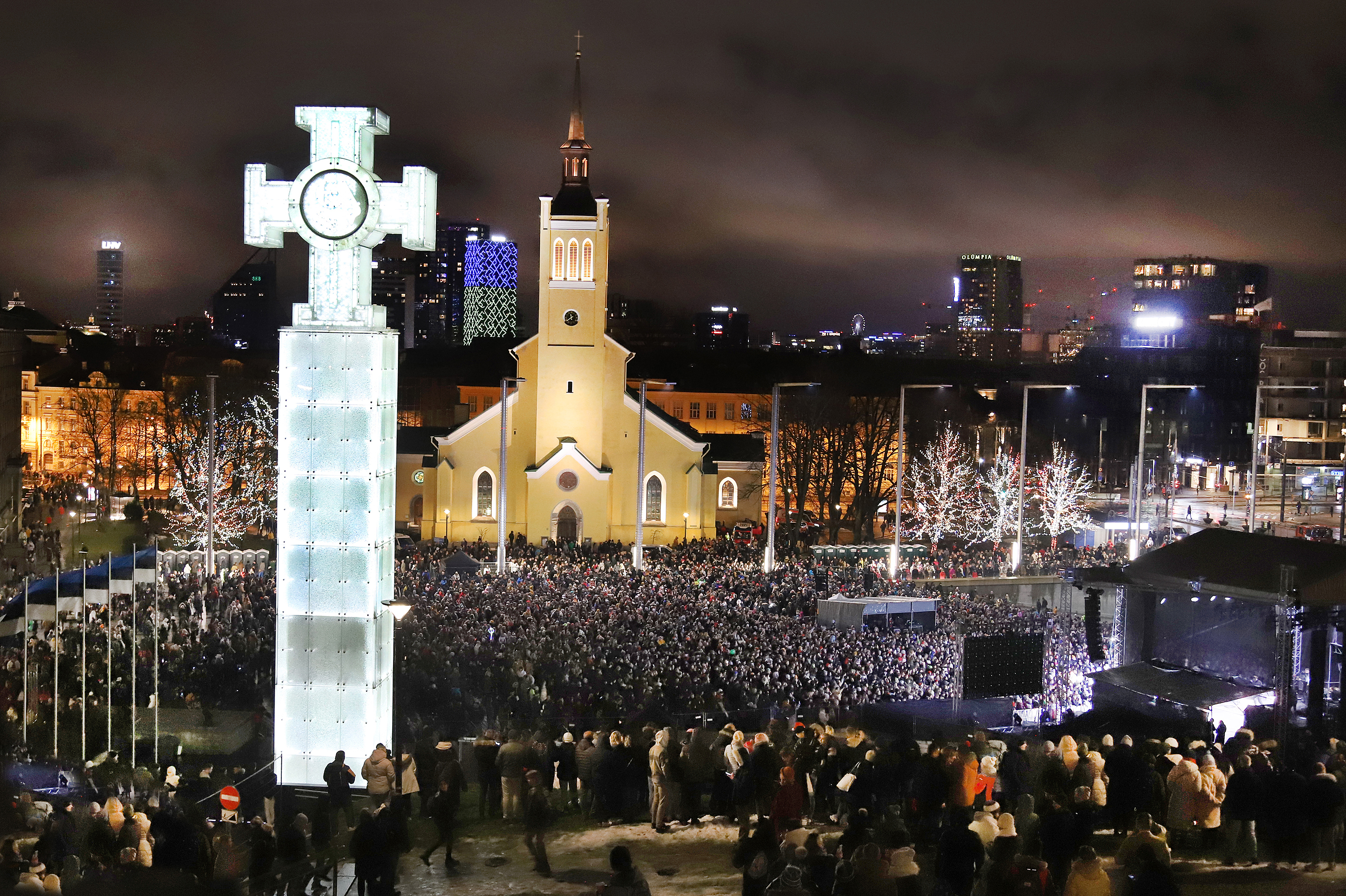

A més, hi hagué qui qüestionà la narrativa única representada pel monument. Si bé la Guerra d’Independència és una fita clara en la història nacional, alguns crítics van assenyalar que el monument no reflectia la complexitat del conflicte, que va incloure, a banda de l’enfrontament amb les forces soviètiques, tensions internes, guerres civils als països veïns i aliances estratègiques canviants. Altres veus posaven èmfasi en el fet que una part significativa de la població estona actual, especialment els russoparlants, no se sentia representada per aquest símbol i que calia incloure formes més inclusives de memòria històrica.
Malgrat les crítiques, l’opinió pública ha evolucionat amb els anys. A mesura que la columna s’ha integrat en el paisatge urbà i en el calendari cerimonial del país, el seu simbolisme s’ha anat consolidant. El monument s’ha convertit en un punt de trobada per a celebracions nacionals i en un element reconegut per turistes i ciutadans com un emblema de la sobirania estoniana. La seva presència continuada en actes oficials, com la desfilada militar del Dia de la Independència o les commemoracions del final de la guerra, ha contribuït a reforçar la seva funció simbòlica.
En definitiva, la reacció pública a la Columna de la Victòria mostra la complexitat de construir memòria col·lectiva a través d’elements arquitectònics. Tot i les discrepàncies inicials, el monument ha trobat el seu lloc dins la societat estoniana, com a reflex del passat, però també com a espai de trobada, record i debat sobre la identitat nacional i la llibertat.